# Cecilia Amighetti Prieto
Cecilia Amighetti Prieto (San José, 30 de julio de 1934 - junio de 2016) fue una artista plástica, ensayista y activista por los derechos humanos costarricense.

## Biografía
Nació en el Barrio Amón en la ciudad de San José el 30 de julio de 1934 en el seno de una familia de artistas plásticos de reconocimiento internacional Francisco Amighetti y Emilia Prieto, de los que fue discípula. Estudió educación primaria en la Escuela República del Perú y la Escuela República Argentina. La secundaria la realizó en el Colegio Superior de Señoritas, el Colegio Nuestra Señora de Sion y en el Colegio Nocturno Omar Dengo.  
Su formación universitaria fue en la Facultad de Bellas Artes de la Universidad de Costa Rica, en la Escuela de Artes Plásticas de la Universidad de San Marcos en Ecuador y en la Academia de San Carlos de la Universidad Autónoma de México donde fue alumna del muralista, escultor mexicano Francisco Montoya de la Cruz. También conoció y trató al muralista ecuatoriano Oswaldo Guayasmín entre otros.
Aunque utilizó diversas técnicas sus preferidas fueron el óleo y la acuarela. Por otro lado, Cecilia participó en teatro, junto a figuras como la actriz Ana Poltronieri y el director Jean Moulart entre otros. 
Fue directora ejecutiva del Centro de Orientación Familiar desde donde luchó porque se introdujera la educación sexual en el sistema educativo de Costa Rica.

## Exposiciones
Sus obras han sido expuestas en exposiciones nacionales e internacionales en países como México, Estados Unidos y Venezuela. Entre las exposiciones más destacadas fuera del país figuran la del Poliforum Cultural Siqueiros en México, Galería 19 en Baja California y L’Atelier en Caracas, Venezuela. Dos de sus pinturas se mantienen en forma permanente en el Poliforum Cultural Siqueiros, en México Distrito Federal.
Dos de sus pinturas son parte de la colección permanente del Polyforum Cultural Siqueiros, en Ciudad de México. 

## Vida personal
A mediados de la década de los años 50 se casó con el economista indio formado en Estados Unidos Madan Mohan Babbar. Tuvieron tres hijos: Liana, Omar y Raúl.